# Ventosa (objecte)

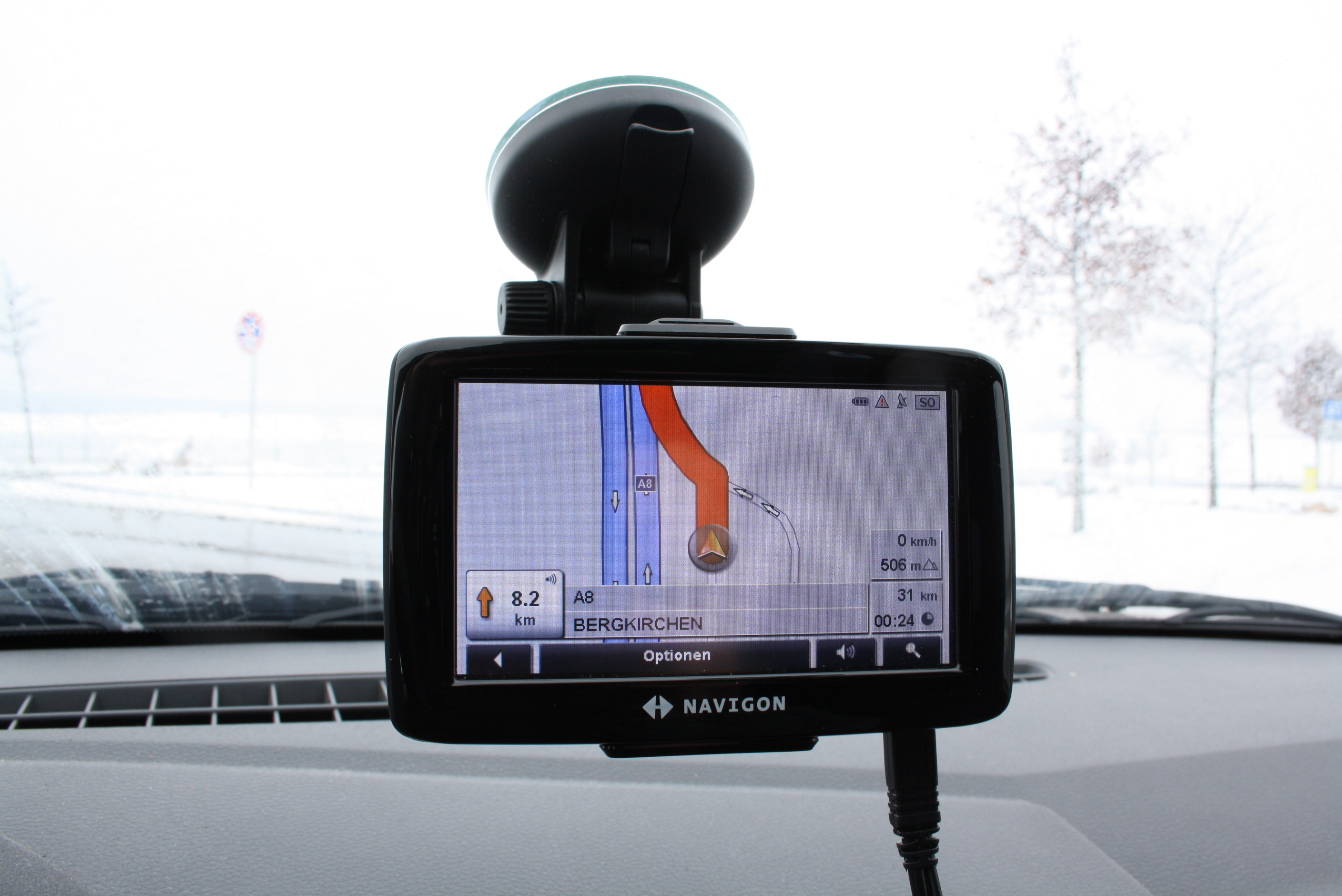
Ventosa subjectant un navegador GPS.

Una ventosa és un objecte que utilitza la pressió negativa de fluids com l'aire o l'aigua per adherir-se a superfícies no poroses. Les ventoses s'inspiren en les ventoses presents en alguns animals com polps i calamars i tenen una sèrie d'aplicacions comercials i industrials. En els entorns d'oficina i de la llar, s'utilitzen comunament per posar objectes en superfícies no poroses verticals com, per exemple, portes de frigorífic o parets de rajoles. També es fan servir ventoses de mida més gran per subjectar i moure panells de vidre així com per al muntatge dels parabrises d'automòbils, aixecament de rajoles, etc. Les ventoses especialitzades també han estat utilitzades per escaladors urbans per escalar edificis amb superfícies llises exteriors.

## Principi de funcionament
La cara adherent de la ventosa té una superfície corba. Quan el centre de la ventosa es pressiona contra una superfície plana i no porosa, el volum de l'espai entre la ventosa i la superfície plana es redueix, provocant que el fluid entre aquesta i la superfície sigui expulsat més enllà dels límits de la copa circular. Quan l'usuari deixa d'exercir pressió en el centre de la part exterior de la ventosa, el material elàstic amb la que està feta la ventosa fa que aquesta tendeixi a recuperar la seva forma corba original. Com que bona part dels fluids han estat forçats a sortir de l'interior de la ventosa, la cavitat que queda entre aquesta i la superfície plana conté poc o gens de fluid i, per tant, la pressió que exerceix sobre la ventosa és menyspreable. La diferència de pressió entre l'atmosfera a l'exterior de la ventosa, i la cavitat de baixa pressió a l'interior de l'estructura és el que manté la ventosa adherida a la superfície.
La durada de l'efecte de succió depèn principalment del temps necessari perquè el fluid es filtri de nou a la cavitat entre la ventosa i la superfície, igualant la pressió amb l'atmosfera circumdant. Això depèn de la porositat i rugositat de la superfície i de la vora de la ventosa.
Es creu que les ventoses artificials van utilitzar-se per primer cop el segle iii aC, i estaven fetes de carabasses i s'utilitzaven per succionar la "mala sang" dels òrgans interns a la superfície. La invenció d'aquest procediment s'atribueix a Hipòcrates.

## Càlculs
Per calcular la força d'una ventosa, s'utilitza la fórmula:
- F = A · P

La pressió sobre la ventosa exercida per la col·lisió de les molècules de gas la manté en contacte amb la superfície.

on F és la força d'adherència de la ventosa, A la seva àrea i P la diferència de pressió entre l'interior i l'exterior de la ventosa.
Això es deriva de la definició de pressió, que és:
- P = F / A

Per exemple, una ventosa amb un radi de 2 cm té una superfície de π · (0,02 m) ² = 0,0013 metres quadrats. Utilitzant la fórmula de la força (F = A · P), el resultat és F = (0,0013 m²) · (100.000 Pa) = 130 N (newtons), uns 13 kilograms de força, suposant que la pressió dins de la ventosa és insignificant si es compara amb la pressió atmosfèrica (al voltant de 101.000 Pa).

## Usos
Les ventoses s'utilitzen en dards i també es poden trobar en els pistons.